# 가사소송법
가사소송법(家事訴訟法)은 인격의 존엄과 남녀의 평등을 기본으로 하고 가정평화와 친족 상조의 미풍양속을 유지·향상하기 위하여 가사에 관한 소송과 비송 및 조정에 대한 절차의 특례를 규정함을 목적으로 제정된 법률이다. 

## 개설
가정법원에서 관할하는 가사소송사건으로 혼인, 이혼, 입양, 파양, 친생자관계존부확인, 인지청구 등과 가사비송사건으로 한정치산·금치산의 선고와 취소, 부재자 재산관리에 관한 처분, 실종의 선고와 취소, 성과 본의 창설허가, 부부재산약정의 변경에 대한 허가, 후견인의 입양동의 또는 파양동의에 대한 허가, 상속, 유언, 부부의 동거·부양·협조 또는 생활비용의 부담에 관한 처분, 친권·법률행위대리권·재산관리권의 상실선고 및 실권회복의 선고 등을 다루며, 다른 법률 또는 대법원 규칙에서 가정법원의 권한에 속하게 한 사항에 대하여도 심리·재판한다. 
사건이 가정법원과 지방법원 중 어느 법원의 관할에 속하는지 명백하지 아니한 때에는 관계법원의 공통되는 고등법원이 관할법원을 지정하되, 민사소송법의 규정을 준용하고·가정법원의 관할로 정해진 사건은 가정법절차에, 지방법원의 관할로 정해진 사건은 민사소송절차에 의하여 각각 처리한다. 가정법원, 조정위원회 또는 조정담당판사의 변론기일, 심리기일 또는 조정기일에 소환을 받은 당사자 및 이해관계인은 본인 또는 법정대리인이 출석하여야 하며, 특별한 사정이 있을 때에는 재판장·조정장 또는 조정 담당판사의 허가를 받아 대리인을 출석하게 할 수 있고 보조인을 동반할 수 있다. 변호사 아닌 자가 대리인 또는 보조인이 되기 위하여는 미리 재판장·조정장 또는 조정 담당판사의 허가를 받아야 하고, 재판장·조정장 또는 조정담당판사는 언제든지 위 사항의 허가를 취소할 수 있으며, 본인이 법정대리인 또는 대리인과 함께 출석할 것을 명할 수 있다. 재판장·조정장·조정담당판사 또는 가사조사관은 사실의 조사를 위하여 필요한 때에는 경찰 등 행정기관 기타 상당하다고 인정되는 단체 또는 개인에게 사실의 조사를 촉탁하고 필요한 사항의 보고를 요구할 수 있고, 가정법원은 대법원 규칙으로 정하는 판결 또는 심판이 확정되거나 효력을 발생한 때에는 대법원 규칙이 정하는 바에 따라 지체없이 호적사무를 관장하는 자에게 호적의 기재를 촉탁하여야 한다. 가정법원에서 처리중에 있거나 처리한 사건에 관하여는 성명·연령·직업·용모 등에 의하여 본인임을 추지할 수 있는 정도의 사실이나 사진을 신문·잡지·기타 출판물에 게재하거나 방송 할 수 없다.

## 가사소송
가사소송절차에 관하여는 특별한 규정이 있는 경우를 제외하고는 민사소송법의 규정에 의하고, 피고의 보통재판적 소재지의 가정법원 관할로 한다. 당사자 또는 관계인의 주소·거소 또는 최후 주소에 의하여 관할이 정하여지는 경우에 그 주소·거소 또는 최후 주소가 국내에 없거나 이를 알 수 없을 때에는 대법원 소재지의 가정법원의 관할로 한다. 가정법원은 소송의 전부 또는 일부가 그 관할에 속하지 아니함을 인정한 때에는 결정으로 관할법원에 이송하여야 하고, 그 관할에 속하는 가사소송사건에 관하여 현저한 손해 또는 지연을 피하기 위한 필요가 있는 때에는 직권 또는 당사자의 신청에 의하여 다른 관할 가정법원에 이송할 수 있으며, 이송결정과 이송신청의 기각결정에 대하여는 즉시 항고를 할 수 있다. 민사소송법 제63조의 2 또는 동법 제234조의 2의 규정에 의한 필요적 공동소송인의 추가 또는 피고의 경정은 사실심의 변론 종결시까지 할 수 있고, 위의 규정에 의하여 피고를 경정한 때에는 신분에 관한 사항에 한하여 처음의 소가 제기된 때에 경정된 피고와의 사이에 소가 제기된 것으로 본다. 가류 또는 나류 가사소송사건의 원고가 사망 기타의 사유(소송능력을 상실한 경우를 제외한다)로 소송절차를 속행할 수 없게 된 때에는 다른 제소권자는 소송절차를 승계할 수 있으며, 승계신청은 승계의 사유가 생긴 때부터 6월 이내에 하여야 하고, 기간 내에 승계신청이 없을 때에는 소가 취하된 것으로 본다. 가정법원이 가류 또는 나류 가사소송사건을 심리함에 있어서는 직권으로 사실조사 및 필요한 증거조사를 하여야 하며, 언제든지 당사자 또는 법정대리인을 신문할 수 있으며, 검사가 소송당사자로서 패소한 때의 소송비용은 국고의 부담으로 한다. 가정법원의 판결에 대하여 불복이 있으면 판결정본이 송달된 날부터 14일 이내에 항소할 수 있으며, 판결정본 송달 전에도 항소할 수 있다. 항소법원의 판결에 대하여 불복이 있으면 판결정본이 송달된 날부터 14일 이내에 대법원에 상고할 수 있으며, 판결정본 송달 전에도 상고할 수 있다.

## 혼인관계소송
혼인의 무효나 취소, 이혼의 무효나 취소 및 재판상 이혼의 소는 다음 각호의 가정법원의 전속 관할로 한다. ① 부부가 같은 가정법원의 관할구역 내에 보통재판적이 있을 때에는 그 가정법원, ② 부부가 최후의 공통의 주소지를 가졌던 가정법원의 관할구역 내에 부부 중 일방의 보통재판적이 있을 때에는 그 가정법원, ③ ①, ② 해당되지 아니 하는 경우로서 부부의 일방이 타방을 상대로 하는 때에는 상대방의 보통재판적 소재지, 부부의 쌍방을 상대로 하는 때에는 부부 중 일방의 보통재판적 소재지의 가정법원, ④ 부부의 일방이 사망한 경우에는 생존한 타방의 보통재판적 소재지의 가정법원, ⑤ 부부 쌍방이 사망한 경우에는 부부 중 일방의 최후 주소지의 가정법원의 관할로 한다. 당사자, 법정대리인 또는 4촌 이내의 친족은 언제든지 혼인무효나 이혼무효의 소를 제기할 수 있으며, 부부의 일방이 혼인의 무효나 취소 또는 이혼무효의 소를 제기할 때에는 배우자를 상대방으로 한다. 제3자가 위에 규정된 소를 제기할 때에는 부부를 상대방으로 하고, 부부 중 일방이 사망한 때에는 그 생존자를 상대방으로 한다. 가정법원의 혼인 취소나 재판상 이혼의 청구를 심리할 때에는 그 청구가 인용될 경우에 미성년자인 자의 친권을 행사할 자에 관하여 부모에게 미리 협의하도록 권고하여야 한다. 가정법원이 혼인무효의 청구를 인용하는 경우에 부와 부자관계가 존속되는 미성년자인 자가 있는 경우에도 같다.

## 가사비송
가사비송절차에 관하여는 특별한 규정이 있는 경우를 제외하고는 비송사건절차법의 규정을 준용하고 이법과 대법원 규칙으로 관할 법원을 정하지 아니한 가사비송사건은 대법원 소재지의 가정법원의 관할로 한다. 가사비송사건의 청구는 가정법원에 심판청구를 함으로써 하고, 심판의 청구는 서면 또는 구술로 할 수 있으며, 심판청구서에는 다음 사항을 기재하고 청구인 또는 대리인이 기명날인하여야 한다. ① 당사자의 본적·주소·성명·생년월일, 대리인이 청구할 때에는 대리인의 주소와 성명, ② 청구의 취지와 원인, ③ 청구의 연월일, ④ 가정법원의 표시 등이다. 구술로 심판청구를 할 때에는 가정법원의 법원서기관·법원사무관·법원주사 또는 법원주사보 앞에서 진술하여야 하며, 심판청구에 관하여 이해관계가 있는 자는 재판장의 허가를 받아 절차에 참가할 수 있다. 재판장은 상당하다고 인정하는 경우에는 심판청구에 관하여 이해관계 있는 자를 절차에 참가하게 할 수 있으며, 가정법원은 필요하다고 인정할 때에는 당사자 또는 법정대리인을 당사자 심문의 방식에 의하여 심문할 수 있고, 기타 관계인을 증인심문의 방식에 의하여 심문할 수 있다. 금치산·한정치산에 관한 사건, 실종에 관한 사건, 성과본의 창설에 관한 사건은 사건 본인의 주소지의 가정법원 관할로 한다. 부재자의 재산관리에 관한 사건을 부재자의 최후 주소지 또는 재산소재지의 가정법원 관할로 한다. 부부간의 재산약정의 변경에 관한 사건, 공동의 자에 대한 친권행사 방법의 결정사건은 제22조 제1호 내지 제3호의 가정법원 관할로 한다. 입양 또는 파양에 관한 사건은 양자 또는 양자될 자의 주소지의 가정법원 관할로 한다. 친권과 후견에 관한 사건(부부간의 공동의 자에 대한 친권행사방법의 결정사건을 제외한다)은 미성년자인 자 또는 피후견인의 주소지의 가정법원 관할로 한다. 상속에 관한 사건은 상속개시지의 가정법원 관할로 한다. 유언에 관한 사건은 상속개시지의 가정법원 관할로 한다. 다만, 민법 제1070조 제2항의 규정에 의한 유언의 검인사건은 상속개시지 또는 유언자의 주소지 가정법원 관할로 한다. 위의 경우에 해당되지 아니하는 사건은 대법원 규칙으로 정하는 가정법원 관할로 하고, 위에 해당하는 가사비송사건의 심판은 사건관계인을 심문하지 아니할 수 있다. 이 외에 마류 가사비송사건은 상대방의 보통재판적 소재지의 가정법원 관할로 한다. 다만, 친족회의 결의에 대한 이의사건은 피후견인의 주소지 가정법원 관할로 하며, 청구인 또는 상대방이 수인일 때에는 민사소송법 중에 공동소송에 관한 규정을 준용한다. 마류 가사비송사건의 심판은 특별한 사정이 없는 한 사건관계인을 심문하여야 한다.

## 가사조정
가사조정에 관하여는 이 법에 특별한 규정이 있는 경우를 제외하고는 민사조정법의 규정에 준용하고, 나류 및 다류 가사소송사건과 마류 가사비송사건에 대하여 가정법원에 소를 제기하거나 심판을 청구하고자 하는 자는 먼저 조정을 신청하여야 한다(조정전치주의). 위의 사건에 관하여 조정을 신청하지 아니하고 소를 제기하거나 심판을 청구한 때에는 가정법원은 그 사건을 조정에 회부하여야 한다. 다만, 공시송달에 의하지 아니하고는 당사자의 일방 또는 쌍방을 소환할 수 없거나 그 사건이 조정에 회부되더라도 조정이 성립될 수 없다고 인정할 때에는 그러하지 아니하다. 가사조정 사건은 그에 상응하는 가사소송 사건이나 가사비송사건을 관할하는 가정법원 또는 당사자가 합의로 정한 가정법원의 관할로 한다. 가사조정 사건은 조정장 1인과 2인 이상의 조정위원으로 구성된 조정위원회가 처리하며, 조정 담당판사는 상당한 이유가 있을 때에는 당사자가 반대의 의사를 명백하게 표시하지 아니하는 한 단독으로 조정할 수 있다. 조정장 또는 조정 담당판사는 가정법원장 또는 가정법원지원장이 지정하고, 조정위원회를 구성하는 조정위원은 학식과 덕망이 있는 자로서 매년 미리 가정법원장 또는 가정법원지원장이 위촉한 자 또는 당사자가 합의에 의하여 선정한 자 중에서 각 사건마다 조정장이 지정한다. 조정위원은 조정위원회에서 행하는 조정에 관여하는 일 외에 가정법원·조정위원회 또는 조정 담당판사의 촉탁에 따라 다른 조정사건에 관하여 전문적 지식에 따른 의견을 진술하거나 분쟁의 해결을 위하여 사건관계인의 의견을 듣는다. 조정장 또는 조정 담당판사는 특별한 사정이 없는 한 조정에 기한을 정하여 가사조사관으로 하여금 사건에 관한 사실의 조사를 하게 하여야 하고, 조정위원회가 조정을 함에 있어서는 당사자의 이익 외에 조정으로 인하여 영향받게 되는 모든 이해관계인의 이익을 고려하고 분쟁의 평화적·종국적 해결을 이룩할 수 있는 방안을 마련하여 당사자를 설득하여야 하며, 자의 친권을 행사할 자의 지정과 변경, 양육방법의 경정 등 미성년자인 자의 이해와 직접 관련되는 사항을 조정함에 있어서는 미성년자인 자의 복지가 우선적으로 고려되어야 한다. 조정은 당사자 사이에 합의된 사항을 조서에 기재함으로써 성립하고, 조정 또는 확정된 조정에 갈음하는 결정은 재판상 화해와 동일한 효력이 있다. 